# Motutunga
Motutunga è un atollo appartenente all'arcipelago delle Isole Tuamotu nella Polinesia Francese.